# Burdigalien
Stratigraphie
Aquitanien Langhien
Le Burdigalien est la 2e subdivision de l'époque géologique du Miocène. Il s'étend de – 20,44 à – 15,97 millions d'années. Il fait suite à l'Aquitanien (23,5-20,43 Ma) et précède le Langhien.
Il doit son nom à Burdigala, le nom antique de Bordeaux.

## Définition
Le Burdigalien a été introduit par le géologue Charles Depéret en 1892.
Il n'y a pas de consensus pour définir la base du Burdigalien. La base de Burdigalien est proche de la première apparition de l'espèce de foraminifère Globigerinoides altiaperturus et proche du sommet de la magnétozone normale C6An. En 2012, il n'y a pas de point stratotypique mondial (GSSP) défini pour la base du Burdigalien.
Le sommet du Burdigalien (la base du Langhien) est défini par la première apparition de l'espèce de foraminifère Praeorbulina glomerosa et est également contemporain avec le sommet de la magnétozone C5Cn.1n.